# Łojowa
Łojowa (ukr. Лоєва) – wieś na Ukrainie, w obwodzie iwanofrankiwskim, w rejonie nadwórniańskim.
Znajduje tu się przystanek kolejowy Łojowa, położony na linii Chryplin – Delatyn.